# Défense des intérêts agricoles et viticoles
Le groupement électoral dit de "Défense des intérêts agricoles et viticoles" a été créé en fin d'année 1955 pour les élections législatives anticipées du 2 janvier 1956 par le mouvement de Pierre Poujade l'UDCA.

## Groupement électoraliste

### Mode de scrutin
Le système électoral pour l'élection des députés est proportionnelle, mais depuis 1951, une entente est possible entre des listes qui sont dites apparentées.
Leurs scores sont cumulés et si le total dépasse les 50% des exprimés, elles remportent tous les sièges. Si non, la répartition des sièges se fait d'abord avec ce cumul, qui permet à une union de petites listes de passer devant des listes isolées ayant individuellement plus de voix.

### Tactique poujadiste[5]
La liste principale (et présente dans quasiment tous les départements) est la liste de l'UFF. C'est le sigle le plus connu, et celui derrière qui se regroupe principalement des artisans et commerçants.
Dans un but corporatiste et électoral, ce groupement veut réunir les électeurs du monde agricole qui, sans être artisans ou commerçants sont en accord avec les idéaux poujadistes.
Dans le but de ratisser le plus large possible, et de damner le pion aux listes de droite lié aux notables ruraux (CNIP, MRP ou certains  Rép soc.), le mouvement poujadiste présente des listes aux intitulés corporatistes et qui visent des segments particuliers de l'électorat.
Ce groupement vise le monde rural agricole en général, un autre dit d' "Action civique de défense des consommateurs et des intérêts familiaux" vise plus particulièrement les urbains non commerçants.
Cette multiplication des listes permet également un temps de campagne à la radio trois fois plus important.